# Вежбиця (Буський повіт)
Вежбиця (пол. Wierzbica) — село в Польщі, у гміні Тучемпи Буського повіту Свентокшиського воєводства.
Населення — 203 особи (2011).
У 1975-1998 роках село належало до Келецького воєводства.

## Демографія
Демографічна структура на день 31 березня 2011 року:
|          | Загалом | Допрацездатний вік | Працездатний вік | Постпрацездатний вік |
| -------- | ------- | ------------------ | ---------------- | -------------------- |
| Чоловіки | 107     | 25                 | 67               | 15                   |
| Жінки    | 96      | 19                 | 55               | 22                   |
| Разом    | 203     | 44                 | 122              | 37                   |